# غوشنة خادعة

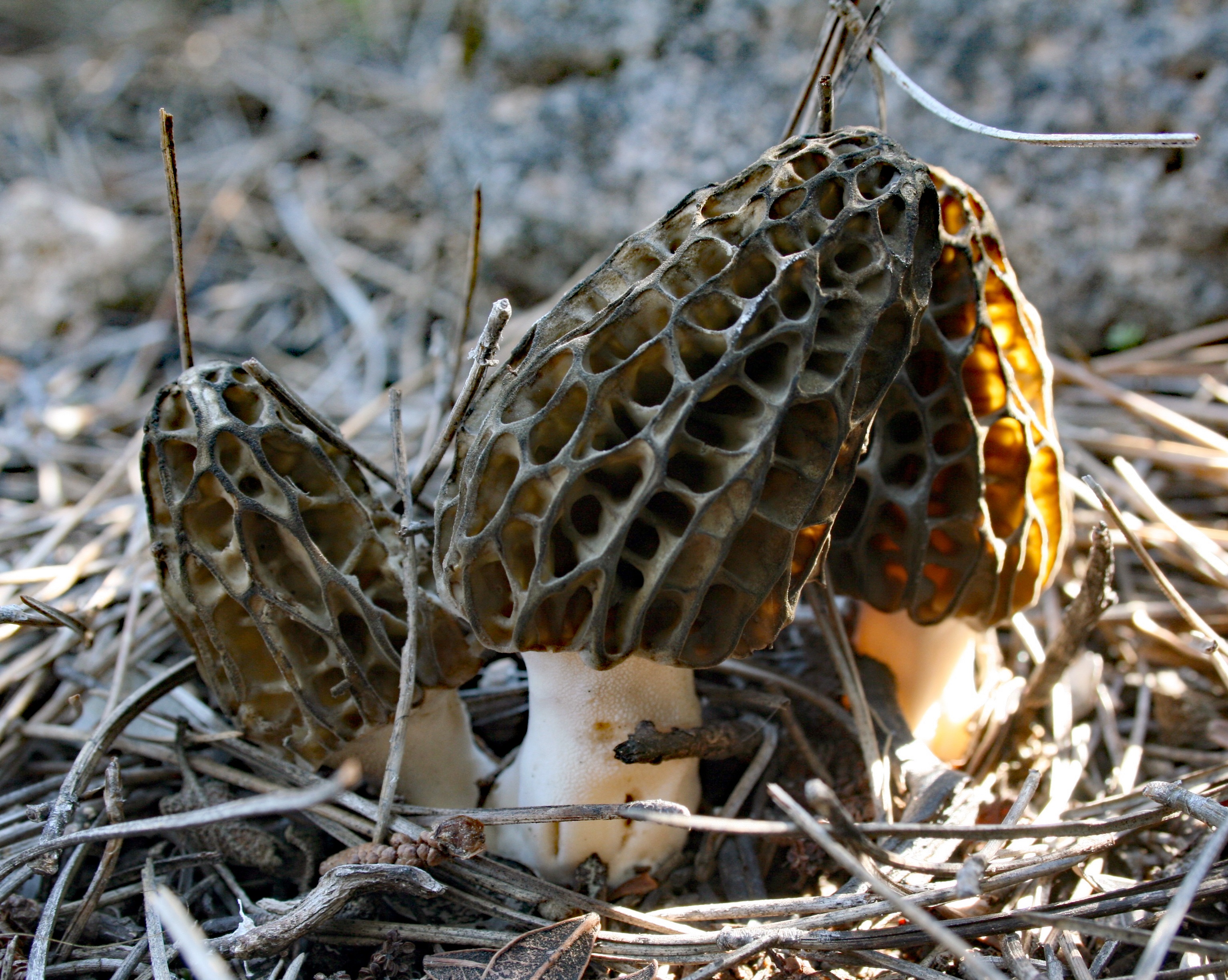
فطر مورشيلا دونالي، وهو نوع من فطريات المورشيلا (المعروفة بالعربية باسم "الكمأة الموريلية" أو "فطر الموريل")، عُثر عليه في قبرص بتاريخ 26 مارس 2017.

غوشنة خادعة (الاسم العلمي: Morchella fallax) هي نوع من الفطريات يتبع جنس الغوشنة من الفصيلة الغوشنية.